# 59e cérémonie des Tony Awards
La 59e cérémonie des Tony Awards a eu lieu le 5 juin 2005 au Radio City Music Hall de New York et a été retransmise en direct à la télévision sur CBS. La cérémonie récompensait les productions de Broadway en cours pendant la saison 2004-2005.

## Cérémonie
La cérémonie était présentée par Hugh Jackman pour la troisième année consécutive. Elle s'est déroulée dans le Radio City Music Hall (Salle utilisée depuis 1997). Cette année a vu l'apparition de nouvelles catégories de remises de prix récompensant les décorateurs, costumiers et éclairagistes.

### Présentateurs
Lors de la soirée, plusieurs personnalités se sont relayées pour annoncer les noms des gagnants dont Angela Bassett, Matthew Broderick, Don Cheadle, Sally Field, Harvey Fierstein, Anne Hathaway, Nathan Lane, Sandra Oh, James Earl Jones, Bernadette Peters et Chita Rivera.

### Prestations
La soirée a été inaugurée par une prestation de Bernadette Peters reprennant "Another Op’nin’ Another Show" de Kiss Me, Kate suivi d'un montage vidéo présentant les comédies musicales nouvellement créés à Broadway en 2004-2005. Hugh Jackman chanta et dansa en hommage à Aretha Franklin, il fit également au cours de la soirée un duo sur "Somewhere" de West Side Story. Laura Linney rendit quant à elle hommage à Arthur Miller et Jesse L. Martin.
La troupe de Chicago interpréta "Razzle Dazzle" en mémoire de Jerry Orbach et Fred Ebb.
Les troupes de plusieurs nouvelles comédies musicales sont venues faire le show dont Dirty Rotten Scoundrels avec Norbert Leo Butz, John Lithgow et le reste de la troupe. Victoria Clark, Kelli O'Hara et Matthew Morrison chantèrent Statues and Stories de la comédie musicale The Light in the Piazza. Al Sharpton et la troupe de The 25th Annual Putnam County Spelling Bee présentèrent "Prayer of the Comfort Counselor" et la compagnie de Spamalot avec Sara Ramirez et Tim Curry chantèrent "Find Your Grail".
La troupe de Sweet Charity présenta un medley de leur spectacle avec "Hey, Big Spender" chanté par les chœurs et "If My Friends Could See Me Now" et "I'm a Brass Band" interprétés par Christina Applegate. Enfin, Gary Beach et la troupe de La Cage aux folles chantèrent le titre phare du spectacle.

## Palmarès
| Meilleure pièce | Meilleure comédie musicale |
| --- | --- |
| - Doubt – John Patrick Shanley - Democracy – Michael Frayn - Gem of the Ocean – August Wilson - The Pillowman – Martin McDonagh | - Spamalot - Dirty Rotten Scoundrels - The Light in the Piazza - The 25th Annual Putnam County Spelling Bee |
| Meilleure reprise d'une pièce | Meilleure reprise d'une comédie musicale |
| - Glengarry Glen Ross - On Golden Pond - Douze hommes en colère - Qui a peur de Virginia Woolf ? | - La Cage aux folles - Pacific Overtures - Sweet Charity |
| Meilleur acteur dans une pièce | Meilleure actrice dans une pièce |
| - Bill Irwin – Qui a peur de Virginia Woolf ? dans le rôle de George - Billy Crudup – The Pillowman dans le rôle de Katurian - Brían F. O'Byrne – Doubt dans le rôle de Père Flynn - James Earl Jones – On Golden Pond dans le rôle de Norman Thayer, Jr. - Philip Bosco – Douze hommes en colère dans le rôle du Juré #3                                       | - Cherry Jones – Doubt dans le rôle de Sister Aloysius Beauvier - Phylicia Rashād – Gem of the Ocean dans le rôle d'Aunt Ester - Mary-Louise Parker – Reckless dans le rôle de Rachel - Laura Linney – Sight Unseen dans le rôle de Patricia - Kathleen Turner – Qui a peur de Virginia Woolf ? dans le rôle de Martha                                                                  |
| Meilleur acteur dans une comédie musicale | Meilleure actrice dans une comédie musicale |
| - Norbert Leo Butz – Dirty Rotten Scoundrels dans le rôle de Freddy Benson - John Lithgow – Dirty Rotten Scoundrels dans le rôle de Lawrence Jameson - Gary Beach – La Cage aux folles dans le rôle d'Albin - Hank Azaria – Spamalot dans le rôle de plusieurs personnages - Tim Curry – Spamalot dans le rôle du Roi Arthur                                    | - Victoria Clark – The Light in the Piazza dans le rôle de Margaret Johnson - Erin Dilly – Chitty Chitty Bang Bang dans le rôle de Truly Scrumptious - Sherie Rene Scott – Dirty Rotten Scoundrels dans le rôle de Christine Colgate - Sutton Foster – Little Women dans le rôle de Josephine 'Jo' March - Christina Applegate – Sweet Charity dans le rôle de Charity Hope Valentine   |
| Meilleur acteur de second rôle dans une pièce | Meilleure actrice de second rôle dans une pièce |
| - Liev Schreiber – Glengarry Glen Ross dans le rôle de Richard Roma - Alan Alda – Glengarry Glen Ross dans le rôle de Levine - Gordon Clapp – Glengarry Glen Ross dans le rôle de Moss - Michael Stuhlbarg – The Pillowman dans le rôle de Michal - David Harbour – Qui a peur de Virginia Woolf ? dans le rôle de Nick                                         | - Adriane Lenox – Doubt dans le rôle de Mrs. Muller - Heather Goldenhersh – Doubt dans le rôle de Sister James - Dana Ivey – The Rivals dans le rôle de Mrs. Malaprop - Amy Ryan – Un tramway nommé Désir dans le rôle de Stella - Mireille Enos – Qui a peur de Virginia Woolf ? dans le rôle de Honey                                                                                 |
| Meilleur acteur de second rôle dans une comédie musicale | Meilleure actrice de second rôle dans une comédie musicale |
| - Dan Fogler – The 25th Annual Putnam County Spelling Bee dans le rôle de William Barfée - Marc Kudisch – Chitty Chitty Bang Bang dans le rôle de Baron Bomburst - Matthew Morrison – The Light in the Piazza dans le rôle de Fabrizio Nacarelli - Michael McGrath – Spamalot dans le rôle de Patsy - Christopher Sieber – Spamalot dans le rôle de Sir Galahad | - Sara Ramírez – Spamalot dans le rôle de Lady of the Lake - Jan Maxwell – Chitty Chitty Bang Bang dans le rôle de Baroness Bomburst - Joanna Gleason – Dirty Rotten Scoundrels dans le rôle de Muriel Eubanks - Kelli O'Hara – The Light in the Piazza dans le rôle de Clara Johnson - Celia Keenan-Bolger – The 25th Annual Putnam County Spelling Bee dans le rôle d'Olive Ostrovsky |
| Meilleur livret de comédie musicale | Meilleure partition originale |
| - Rachel Sheinkin – The 25th Annual Putnam County Spelling Bee - Jeffrey Lane – Dirty Rotten Scoundrels - Craig Lucas – The Light in the Piazza - Eric Idle – Spamalot | - The Light in the Piazza – Adam Guettel (musique et paroles) - Dirty Rotten Scoundrels – David Yazbek (musique et paroles) - Spamalot – John Du Prez et Eric Idle (musique) et Idle (paroles) - The 25th Annual Putnam County Spelling Bee – William Finn (musique et paroles) |
| Meilleurs décors pour une pièce | Meilleurs décors pour une comédie musicale |
| - Scott Pask – The Pillowman - John Lee Beatty – Doubt - David Gallo – Gem of the Ocean - Santo Loquasto – Glengarry Glen Ross | - Michael Yeargan – The Light in the Piazza - Anthony Ward – Chitty Chitty Bang Bang - Tim Hatley – Spamalot - Rumi Matsui – Pacific Overtures |
| Meilleurs costumes pour une pièce | Meilleurs costumes pour une comédie musicale |
| - Jess Goldstein – The Rivals - Constanza Romero – Gem of the Ocean - William Ivey Long – Un tramway nommé Désir - Jane Greenwood – Qui a peur de Virginia Woolf ? | - Catherine Zuber – The Light in the Piazza - William Ivey Long – La Cage aux folles - Tim Hatley – Spamalot - Junko Koshino – Pacific Overtures |
| Meilleures lumières pour une pièce | Meilleures lumières pour une comédie musicale |
| - Brian MacDevitt – The Pillowman - Pat Collins – Doubt - Donald Holder – Gem of the Ocean - Donald Holder – Un tramway nommé Désir | - Christopher Akerlind – The Light in the Piazza - Mark Henderson – Chitty Chitty Bang Bang - Kenneth Posner – Dirty Rotten Scoundrels - Hugh Vanstone – Spamalot |
| Meilleure mise en scène pour une pièce | Meilleure mise en scène pour une comédie musicale |
| - Doug Hughes – Doubt - Joe Mantello – Glengarry Glen Ross - John Crowley – The Pillowman - Scott Ellis – Douze hommes en colère | - Mike Nichols – Spamalot - Jack O'Brien – Dirty Rotten Scoundrels - Bartlett Sher – The Light in the Piazza - James Lapine – The 25th Annual Putnam County Spelling Bee |
| Meilleure chorégraphie | Meilleure orchestration |
| - Jerry Mitchell – La Cage aux folles - Jerry Mitchell – Dirty Rotten Scoundrels - Casey Nicholaw – Spamalot - Wayne Cilento – Sweet Charity | - Ted Sperling, Adam Guettel et Bruce Coughlin – The Light in the Piazza - Harold Wheeler – Dirty Rotten Scoundrels - Larry Hochman – Spamalot - Jonathan Tunick – Pacific Overtures |

## Autres récompenses
Le prix Special Tony Award for Lifetime Achievement in the Theatre a été décerné à Edward Albee, le Regional Theatre Tony Award a été décerné au Theatre de la Jeune Lune et le Tony Honors for Excellence in Theatre à Peter Neufeld et au Theatre Communications Group. Le fut donné à Billy Crystal pour 700 Sundays.